# Tschechoslowakische Männer-Feldhandballnationalmannschaft
Die tschechoslowakische Männer-Feldhandballnationalmannschaft vertrat die Tschechoslowakei bei Länderspielen und internationalen Turnieren.
Der größte Erfolg war die Bronzemedaille an der Feldhandball-Weltmeisterschaft der Männer 1955.

## Olympische Spiele
Die tschechoslowakische Handballnationalmannschaft nahm nicht an der einzigen Austragung, in der Feldhandball gespielt wurde, teil.
| Jahr | Austragungsort          | Teilnahme bis…  | Ergebnis        | Medaille        |
| ---- | ----------------------- | --------------- | --------------- | --------------- |
| 1936 | Berlin, Deutsches Reich | keine Teilnahme | keine Teilnahme | keine Teilnahme |

## Weltmeisterschaften
Die tschechoslowakische Handballnationalmannschaft nahm an zwei der sieben bis 1966 ausgetragenen Feldhandball-Weltmeisterschaften teil.
| Jahr | Gastgeberland   | Teilnahme bis…   | Ergebnis                          | Rang            |
| ---- | --------------- | ---------------- | --------------------------------- | --------------- |
| 1938 | Deutsches Reich | Spiel um Platz 6 | Tschechoslowakei 12 : 10 Polen    | 6. Platz        |
| 1948 | Frankreich      | keine Teilnahme  | keine Teilnahme                   | keine Teilnahme |
| 1952 | Schweiz         | keine Teilnahme  | keine Teilnahme                   | keine Teilnahme |
| 1955 | BR Deutschland  | Spiel um Platz 3 | Tschechoslowakei 13 : 10 Schweden | Bronzemedaille  |
| 1959 | Österreich      | keine Teilnahme  | keine Teilnahme                   | keine Teilnahme |
| 1963 | Schweiz         | keine Teilnahme  | keine Teilnahme                   | keine Teilnahme |
| 1966 | Österreich      | keine Teilnahme  | keine Teilnahme                   | keine Teilnahme |